# Willi Weitzel

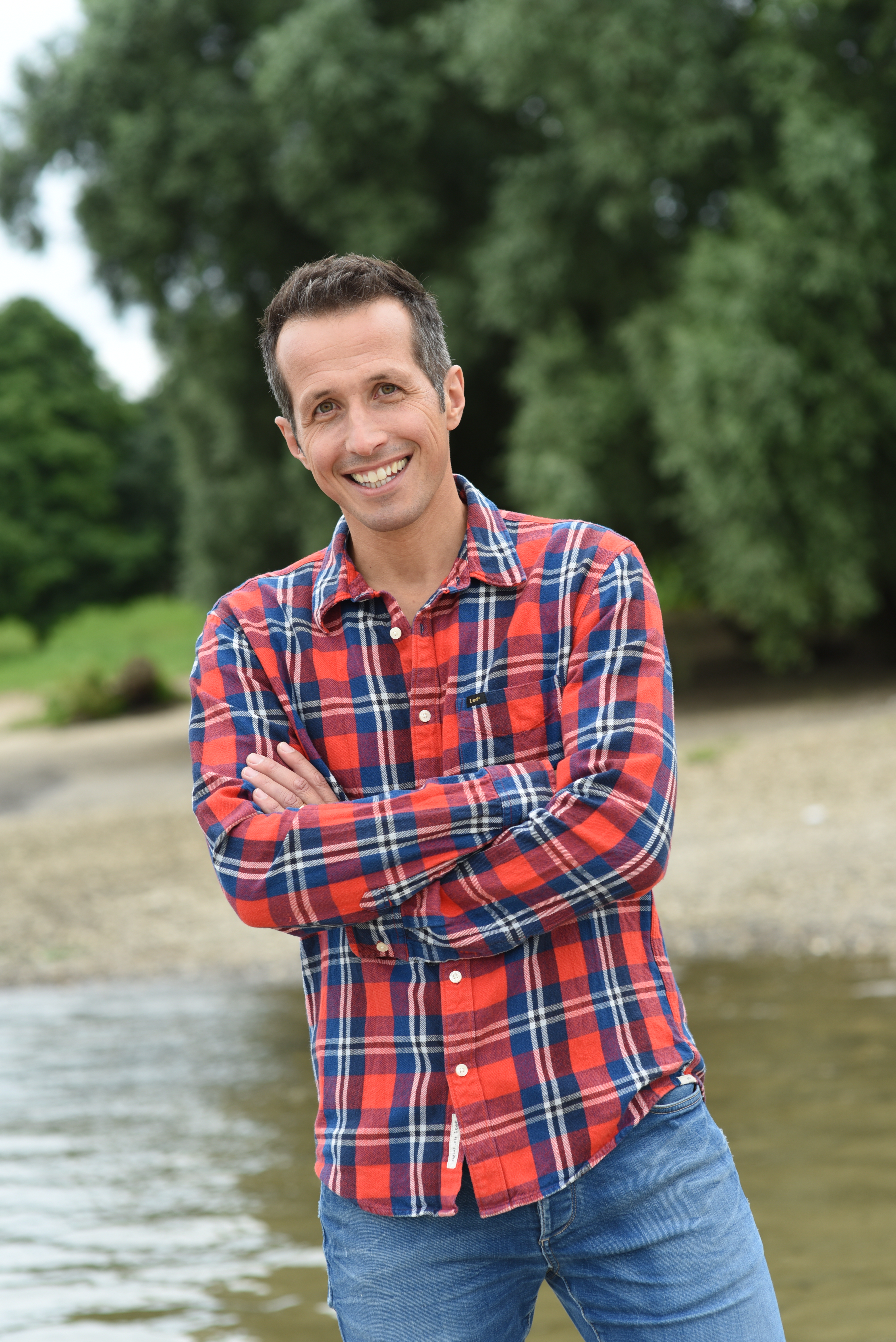
Willi Weitzel, 2016

Willi Weitzel (* 13. Dezember 1972 in Marburg an der Lahn als Helmar Rudolf Willi Weitzel) ist ein deutscher Fernsehmoderator, Reporter und Filmproduzent. Er moderierte die Fernsehsendungen Willi wills wissen und Willis VIPs. 2008 drehte er den Kinofilm Willi und die Wunder dieser Welt. Weitere Fernsehsendungen, die er moderierte, waren Willis Quiz Quark Club, Willi wills wissen – Gute Frage, nächste Frage!, Willi wills wissen von A–Z und Ein guter Grund zu feiern (2011–2013). Seit 2013 ist er mit seinem Live-Programm Willis wilde Wege in Deutschland unterwegs. Von Januar 2018 bis April 2022 moderierte er im BR Fernsehen das Magazin Gut zu wissen.
Am 12. Mai 2022 startete sein zweiter Kinofilm Willi und die Wunderkröte in den Kinos.

## Leben
Willi Weitzel stammt aus Stadtallendorf (Hessen), wo die Familie seiner Mutter über mehrere Generationen ein Einzelhandelsgeschäft betrieb. Er wuchs mit seinem jüngeren Bruder Manuel und seiner älteren Schwester Ingrid auf. Sein Vater war Vertreter einer Schokoladenfirma. 1992 legte er an der Stiftsschule St. Johann in Amöneburg sein Abitur ab und leistete anschließend Zivildienst. Danach studierte er ab 1994 an der Ludwig-Maximilians-Universität München für vier Semester Theologie, ohne einen Abschluss zu erwerben. Im Anschluss absolvierte er ein Praktikum beim Bayerischen Rundfunk.
Gleichzeitig begann er ein Lehramtsstudium für die Hauptschule in den Fächern katholische Religionslehre, Deutsch, Geographie und Sport, das er 2000 abschloss.
Weitzel lebt seit 2013 in Herrsching am Ammersee. Er ist seit 2012 zum zweiten Mal verheiratet und hat drei Töchter, eine davon aus erster Ehe.

## Fernsehen

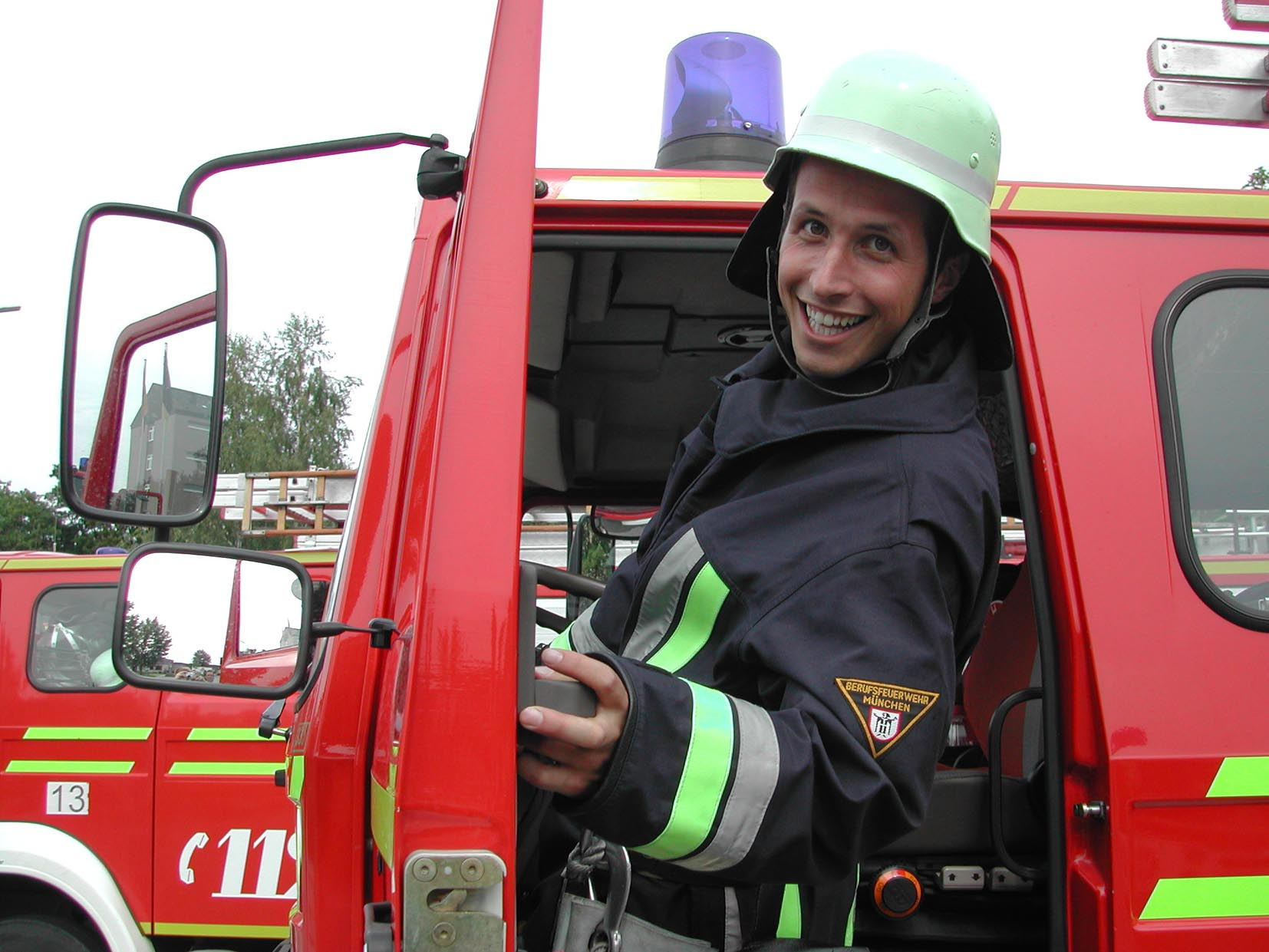
Willi Weitzel bei Willi wills wissen

Während seiner Zeit als Reporter für den Kinderfunk wurde er 2001 als Reporter für das neu konzipierte Kinder-TV-Reportageformat Willi wills wissen entdeckt. Seit dem Sendestart 2002 wurden 172 Folgen produziert. Seitdem sind die Formate Willis VIPs (seit 2005 mit 19 Folgen), Willis Quiz Quark Club (seit 2005 mit 80 Folgen), Gute Frage, nächste Frage (seit 2007 mit 50 Folgen), Willi wills wissen A–Z Die bunte Buchstabenrevue (seit 2010 mit 52 Folgen), Ein guter Grund zu feiern (seit 2011 mit 9 Folgen) und Gut zu wissen (wöchentliche Sendung; 2018–2022) hinzugekommen. Viele Sendereihen werden im Auftrag des Bayerischen Rundfunks von megaherz Film und Fernsehen produziert, ausstrahlende Sender sind Das Erste, KiKA, Bayerisches Fernsehen, WDR Fernsehen, hr-fernsehen, MDR Fernsehen, ARTE und 3sat.
2003 hatte Weitzel einen Gastauftritt in der Sendung mit der Maus in der Sachgeschichte Wie entsteht ein Blitz. In dieser war Weitzel Versuchskarnickel mehrerer Blitzeinschläge, welche Armin Maiwald kommentierte.
Im Dezember 2010 gab das ZDF die Verpflichtung von Weitzel als Moderator einer Sendereihe zu den katholischen Feiertagen bekannt. Die Sendung Ein guter Grund zu feiern (seit 2011 mit 9 Folgen) wurde als eine Auftragsproduktion von Weitzels Welterforscher Film und so weiter für das ZDF produziert. Die erste Ausgabe der Reihe Ein guter Grund zu feiern wurde am Dreikönigstag 2011 mit Sven Hannawald ausgestrahlt, weitere Folgen an Fronleichnam mit Minh-Khai Phan-Thi, an Mariä Himmelfahrt mit Bettina Wulff und an Allerheiligen mit Johanna Klum. 2012 wurden Ausgaben am Dreikönigsfest mit Karlheinz Brandenburg gezeigt, an Fronleichnam mit Klaus Allofs, an Mariä Himmelfahrt mit Jörg Pilawa und an Allerheiligen mit Thomas Huber. Im Jahr 2013 wurde die letzte Folge der Reihe mit Weitzel an Dreikönig gesendet.

## Filme
2008 drehte Weitzel in Australien, Südalgerien, Tokio, der kanadischen Arktis und in Deutschland den Kinofilm Willi und die Wunder dieser Welt. Dabei traf er unter anderem auf den deutschen Sumō Torsten Scheibler. Am 5. März 2009 kam der Abenteuerfilm in die Kinos und war mit rund 450.000 Kinobesuchern der erfolgreichste, deutsche Dokumentarfilm 2009.
2011 gründete Weitzel die Firma Welterforscher Film und so weiter, mit der er seine Filme produziert und eigene Projekte managt.
Seit 2013 ist er für die Sternsinger rund um den Globus unterwegs und produziert Filme zu den Jahresaktionen. Seitdem drehte er Filme über Tansania (2013), Malawi (2014), Philippinen (2015), Bolivien (2016), Kenia (2017) Indien (2018), Peru (2019), dem Libanon (2020), der Ukraine (2021), Amazonien (2024) und Kenia sowie Kolumbien (2025). Bis 2019 bereiste er immer die jeweilige Länder, danach reiste er nicht mehr selbst, sondern telefonierte lediglich mit Kindern dort, die er teilweise in vorherigen Jahren kennen gelernt hat.
Der Filmemacher Max Kronawitter begleitete Weitzel mit der Kamera bei seiner humanitären Hilfsaktion mit einem LKW voll Spenden bis an die syrische Grenze von den ersten Planungen, über das Sammeln der Spenden bis zu den Menschen in Not. Dabei entstand der Film Willis Grenzerfahrung – Mit einem LKW voll Hoffnung an die syrische Grenze.
Als Gastreporter der Fernsehsendung Checker Tobi berichtete Weitzel für die Reportage Checker EXTRA – Warum so viele Menschen fliehen 2015 aus dem Libanon, die u. a. 2016 mit dem Emil ausgezeichnet wurde.
Für die Reihe Willi macht Schule moderiert er seit 2019 Filme für Schulen zu diversen Lehrplanthemen. Produziert wird das Format von megaherzcampus.
Von August 2020 bis April 2021 wurde ein weiterer Kinofilm mit dem Titel Willi und die Wunderkröte gedreht, in dem unter anderen Suzanne von Borsody und Sönke Möhring mitwirken. Regie führte Markus Dietrich. Der Film startete im Mai 2022 in den deutschen Kinos.

## Vorträge und Konzerte
Bei der ständig wechselnden Multivisions-Show Willis wilde Wege berichtet Weitzel live von seinen Abenteuern: Wie er mit einem Esel von Nazareth nach Bethlehem gewandert ist, per Anhalter ins Paradies fuhr, in Äthiopien von wilden Tieren gejagt wurde, zu Fuß von München nach Venedig ging oder kleine Feieraben(d)teuer vor der Haustüre erlebt. 2013 war er mit Willis wilde Wege erstmals auf Tour.
Im Sommer 2010 veröffentlichte Weitzel seine CD/DVD Peter und der Wolf mit dem Ambassade Orchester Wien – eine Willi-Version von Sergei Prokofjews Musikmärchen. Weitzel füllte u. a. die Frankfurter Oper, als er gemeinsam mit dem Frankfurter Opern- und Museumsorchester unter der Leitung von Generalmusikdirektor Sebastian Weigle Peter und der Wolf aufführte. Weitere Konzerte folgten sowie eine Willi-Version von Camille Saint-Saëns Karneval der Tiere, Tschaikowskys Nussknacker und Engelbert Humperdincks Hänsel und Gretel. Zuletzt gab er im Juni 2019 mit dem Organisten Thomas Cornelius drei Karneval-der-Tiere-Konzerte in der Hamburger Elbphilharmonie. Auch bei den Sommerfesten des Bundespräsidenten 2011 und 2018 im Park von Schloss Bellevue stand Weitzel u. a. mit Peter und der Wolf auf der Bühne.

## Autor
2012 hat Weitzel ein Kochbuch für Kinder und Familien konzipiert und im Südwest-Verlag unter dem Titel Willi kocht veröffentlicht. Für die Zeitschrift alverde des Unternehmens dm schreibt er seit 2015 die monatliche Kinderseite. Im Jahre 2018 publizierte er gemeinsam mit dem muslimischen Theologen Mouhanad Khorchide von der Universität Münster das Buch Der Islam.
2019 folgte das Hörbuch Ist das ein Witz – Kommt noch ein Kind zum Arzt mit Eckart von Hirschhausen und seiner Stiftung Humor hilft heilen. 2020 war er Autor der monatlichen Nachhaltigkeitsrubrik Die Bessermacher im chrismon Magazin.
2022 veröffentlichte Bohem Press das Bilderbuch Der Frieden ist ausgebrochen, in dem Weitzel (anlässlich des russischen Angriffskriegs auf die Ukraine) die Themen Krieg und Frieden kindgerecht erklärt. Das Bilderbuch mit Illustrationen von Verena Wugeditsch ist inspiriert von einem Gespräch, das Weitzel mit seiner Tochter über das Geschehen Anfang 2022 führte.

## Sonstiges Engagement
Er ist seit September 2019 Schirmherr des Mini-Mathematikums in Gießen, prominenter Pate für das Anti-Rassismusprojekt Schule ohne Rassismus – Schule mit Courage und unterstützt den Verein Trauerland – Zentrum für trauernde Kinder und Jugendliche. Seit 2014 ist er Beirat und Botschafter bei der Heraeus Bildungsstiftung. Weitzel ist Schirmherr der Initiative Junge Forscherinnen und Forscher und hat 2018 die Schirmherrschaft für den Bundeswettbewerb Jugend wandert der Deutschen Wanderjugend übernommen.
Im Bereich Umwelt engagiert Weitzel sich als Botschafter für Der blaue Engel und ist einer der deutschen Botschafter der UN-Dekade Biologische Vielfalt. Er ist Sternsinger und UNICEF-Pate.
Seit August 2010 ist Weitzel Botschafter der Region Mittelhessen.

## Auszeichnungen

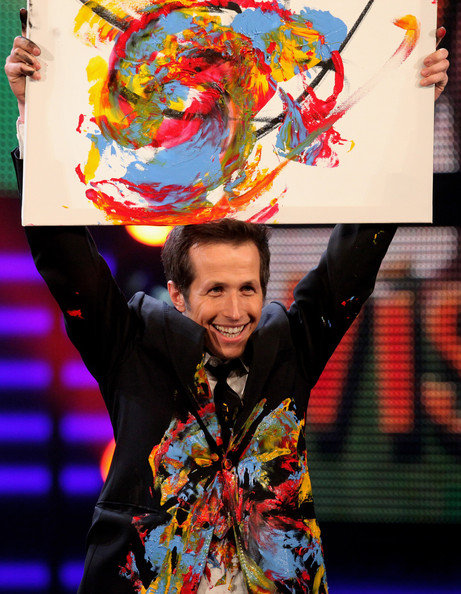
Weitzel beim Grimme-Preis (2010)

- 2003: Emil der Fernsehzeitschrift TV Spielfilm für Willi wills wissen
- 2003: Bayerischer Fernsehpreis[66]
- 2003: Erich-Kästner-Fernsehpreis für die Folge „Wie ist das mit dem Tod?“
- 2004: Robert-Geisendörfer-Preis der Evangelischen Kirche[67]
- 2004: Comenius-Medaille der Evangelischen Medienzentrale Bayern[68]
- 2004: Journalistenpreis der Diakonie Baden und Württemberg[69]
- 2006: Das Silberne Pferd, Medienpreis des deutschen Reiter- und Fahrerverbandes (DRFV)[70]
- 2007: HEUREKA Journalistenpreis für Willi wills wissen – Was geht im Rollstuhl
- 2008: Emil der Fernsehzeitschrift TV Spielfilm für Willis VIPs
- 2010: Adolf-Grimme-Preis[71]
- 2011: OttoCar für Willi Weitzel hats geschnallt
- 2013: Silbermedaille der Gastronomischen Akademie Deutschlands für „Willi kocht“[72]
- 2015: AIB Award London (Association for International Broadcasting)[73]
- 2016: Emil für Checker-EXTRA – Warum so viele Menschen fliehen[74][75]
- 2022: Großer Preis der Deutschen Akademie für Kinder- und Jugendliteratur[76][77]

## Werke (Auswahl)
- Willi und die Wunder dieser Welt. Alive-Vertrieb und Marketing, 2009 (DVD).
- Gute Frage, nächste Frage: Willi gibt schlaue Antworten auf clevere Fragen. Ullstein Verlag, Berlin 2010, ISBN 978-3-548-37351-5 (gemeinsam mit Florian Sailer).[78]
- Peter und der Wolf. München 2010 (CD/DVD, mit dem Ambassade Orchester Wien).
- Willi kocht. Kinderleichte Rezepte für Groß und Klein. Südwest-Verlag, München 2012, ISBN 978-3-517-08785-6.
- Nils Holgersson. SAGA Egmont, Hamburg 2015 (Hörbuch).
- Saint-Saëns: Karneval der Tiere. Wiener Symphoniker (Edel), 2016 (Audio-CD mit den Wiener Symphonikern und Various (Komponist, Dirigent)).
- Der Islam: Neugierige Fragen für alle, die’s wissen wollen. edition chrismon, Frankfurt am Main 2018, ISBN 978-3-96038-124-2.
- Kommt noch ein Kind zum Arzt. Der Hörverlag, München 2019, ISBN 978-3-8445-3447-4 (gemeinsam mit Eckart von Hirschhausen).[66]
- Der Frieden ist ausgebrochen. Bohem Press GmbH, Münster 2022, ISBN 978-3-95939-216-7 (Illustration Verena Wugeditsch).[79]